# Croton chimboracensis
Croton chimboracensis är en törelväxtart som beskrevs av Paul Edward Berry och Riina. Croton chimboracensis ingår i släktet Croton och familjen törelväxter. Inga underarter finns listade i Catalogue of Life.